# Andreas Martinsen (athlétisme)
Pour les articles homonymes, voir Andreas Martinsen et Martinsen.
Andreas Martinsen (né le 17 juillet 1990) est un athlète danois, spécialiste du 110 m haies.

## Carrière
Le 23 juin 2013, il bat son record personnel, record national, sur les haies hautes à Kaunas en 13 s 68 à l'occasion des Championnats d'Europe par équipes.
Le 5 juillet 2015, il porte le record national à 13 s 55 à Göteborg.

## Palmarès
| Date | Compétition                       | Lieu     | Résultat | Épreuve     | Temps   |
| ---- | --------------------------------- | -------- | -------- | ----------- | ------- |
| 2007 | Championnats du monde cadets      | Ostrava  | 4e       | 110 m haies | 13 s 86 |
| 2013 | Championnats d'Europe par équipes | Kaunas   | 2e       | 110 m haies | 13 s 68 |
| 2017 | Championnats d'Europe en salle    | Belgrade | 8e       | 60 m haies  | 7 s 68  |
| 2017 | Championnats d'Europe par équipes | Vaasa    | 1er      | 110 m haies | 13 s 64 |
| 2019 | Championnats d'Europe par équipes | Varazdin | 2e       | 110 m haies | 13 s 87 |

## Records
| Épreuve     | Épreuve   | Temps   | Lieu       | Date         |
| ----------- | --------- | ------- | ---------- | ------------ |
| 60 m haies  | En salle  | 7 s 68  | Belgrade   | 3 mars 2017  |
| 110 m haies | Plein air | 13 s 50 | Copenhague | 20 juin 2017 |